# Quercus megaleia
Quercus megaleia är en bokväxtart som beskrevs av Kendall Laughlin. Quercus megaleia ingår i släktet ekar, och familjen bokväxter.
Artens utbredningsområde är Missouri. Inga underarter finns listade.